# Strübhaus

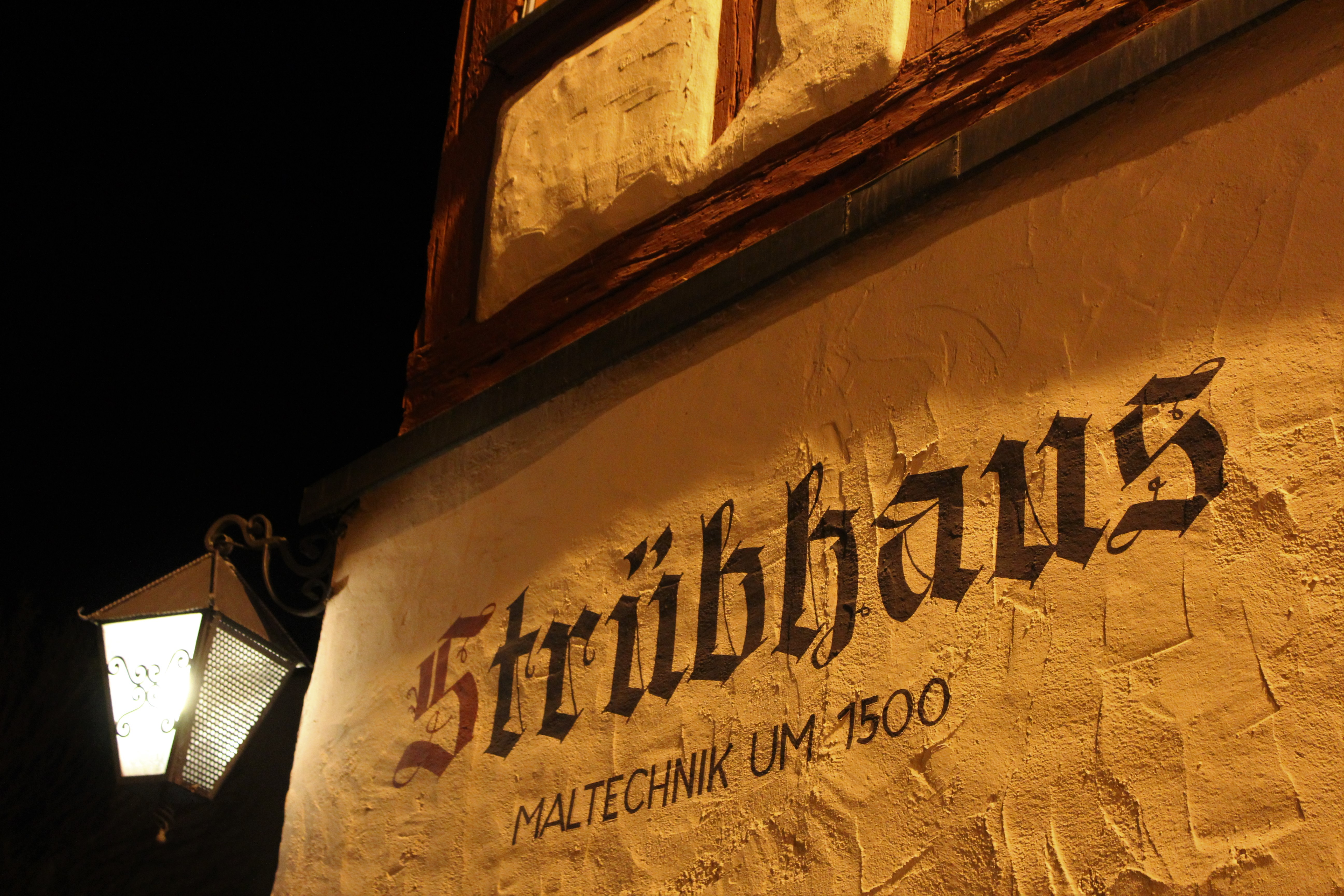
Strübhaus

Das Strübhaus wurde vermutlich im 14. Jahrhundert erbaut und ist das originale Wohnhaus mit Werkstätte der Künstlerfamilie Strüb. Es bildet einen Blickfang im Altstadtensemble von Veringenstadt. Im April 1972 verhinderte die Aktionsgemeinschaft „Rettet das Strübhaus“ den Abbruch des Gebäudes. Die Aktionsgemeinschaft sanierte das Gebäude und entwickelte es zu einem „Haus der mittelalterlichen Malkunst“. Die Sanierung des Gebäudes gab Anstoß zur landesweiten „Dorfentwicklung“ in Baden-Württemberg. In den folgenden Dekaden entwickelte sich die Aktionsgemeinschaft mit ihrem Strübhaus zu einer lebendigen Quelle vielfältigen städtebaulichen und kulturellen Engagements der Stadt Veringen und Umgebung.

## Ursprünge des Hauses um 1360

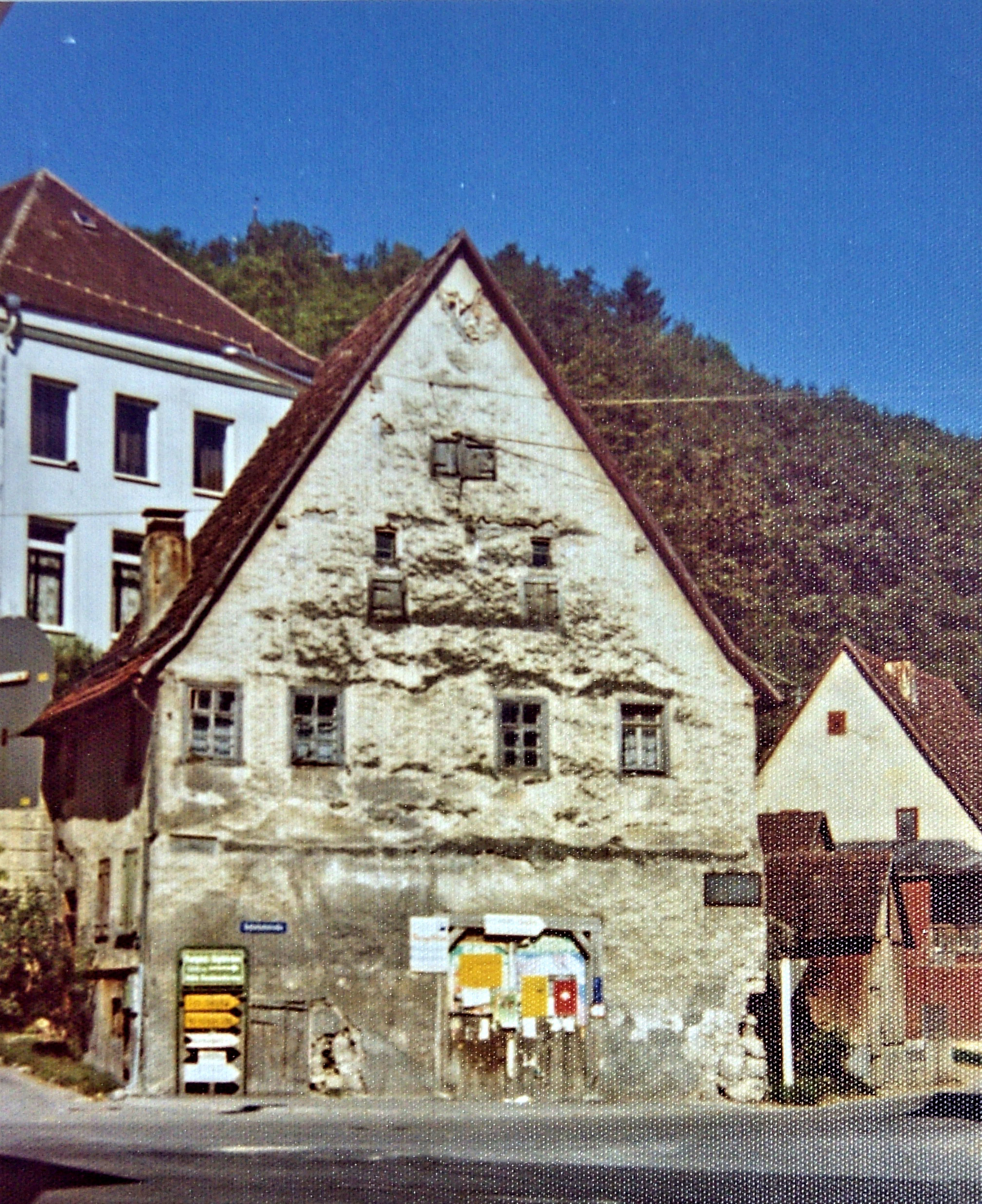
Strübhaus (1970)

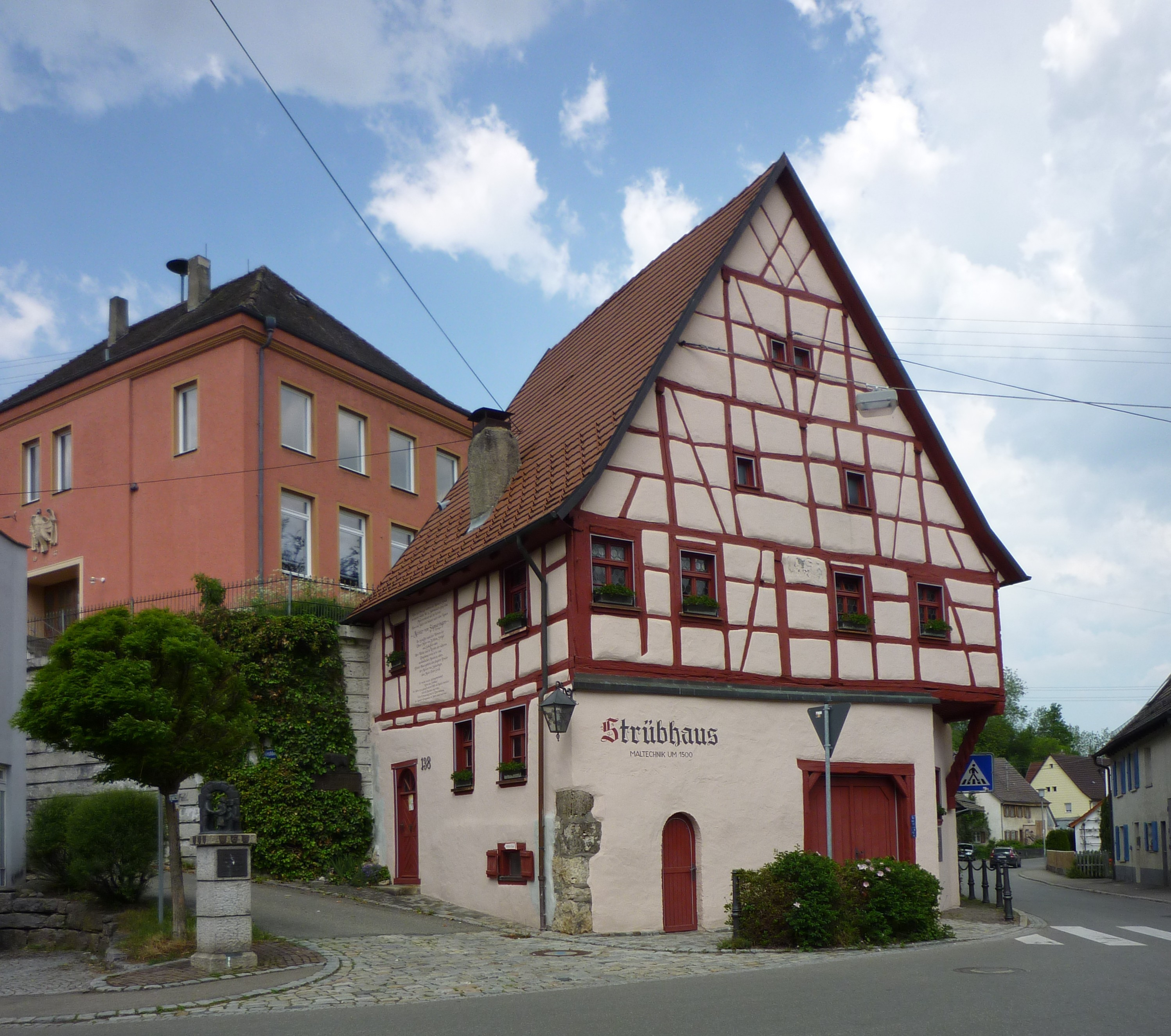
Strübhaus (2012)

Schon in der Stiftungsurkunde der St. Nikolauskaplanei zu Veringenstadt aus dem Jahre 1360 wird ein Haintz Strüb genannt. In einem Nachtrag zur gleichen Urkunde wird auch ein Hans Strüb erwähnt, „item hans Strüb hat geben an sant nicolaus 1 schl vss sinem nüwen hus gelegen in siner hofraiti“. Das Strübhaus ist damit nach der Peterskapelle und der Burg Veringen, noch vor dem Rathaus (um 1415), das älteste Gebäude von Veringenstadt.

## Die Künstlerwerkstatt der Familie Strüb
Mitglieder der Familie Strüb wohnten von 1360 (bzw. 1417) bis 1540 in Veringenstadt am Fuße des Kirchbergs. Das Strübhaus war Wohnhaus und Werkstatt der Künstlerfamilie Strüb.
Zur eigentlichen Künstlerfamilie werden gezählt:
- Peter Strüb der Ältere

sowie dessen Söhne
- Jakob Strüb
- Hans Strüb
- Peter Strüb der Jüngere

Die Künstler-Werkstatt der Familie wird auch unter dem Namen „Meister von Veringen“ geführt, während die Brüder Hans und Jakob Strüb auch unter dem Namen „Meister von Sigmaringen“ bekannt sind. Ihre Werke sind in Kirchen der näheren Umgebung sowie in- und ausländischen Museen zu sehen, unter anderen in der Sammlung Würth, ferner in Mannheim, Berlin, Madrid und Warschau. Altäre der Meister von Sigmaringen-Veringen stehen beispielsweise in Sigmaringen, Inzigkofen, Heudorf und Kraków.
Heute beherbergt das Haus ein Museum mittelalterlicher Malkunst, in dem die Arbeitsweise der Malkunst der Künstlerfamilie Strüb vorgestellt wird: die Besucher erfahren die einzelnen Schritte von der ersten Rohzeichnung auf dem weiß grundierten Fichtenbrett bis hin zum Auftragen der edelsten Mineralfarben in der Werkstatt Strüb.
Die Künstlerfamilie Strüb hatte in der Zeit von 1500 bis 1535 in 30 Aufträgen insgesamt 24 Flügelaltäre, zwei Schreine, vier Einzelbilder und weitere verschiedene Fragmente hergestellt. Viele Bilder und Schnitzwerke der Familie Strüb sind in der Ausstellung als Foto-Reproduktionen dargestellt und geben einen Überblick über ihr Schaffen der Renaissance – zum Ende des Mittelalters und zu Beginn der Neuzeit.
Außerdem kann im 1. Stock eine sehenswerte alte Küche mit gemauertem Herd besichtigt werden. In weiteren Räumen wird der Werdegang des alten Fachwerkhauses in den vergangenen 50 Jahren gezeigt.

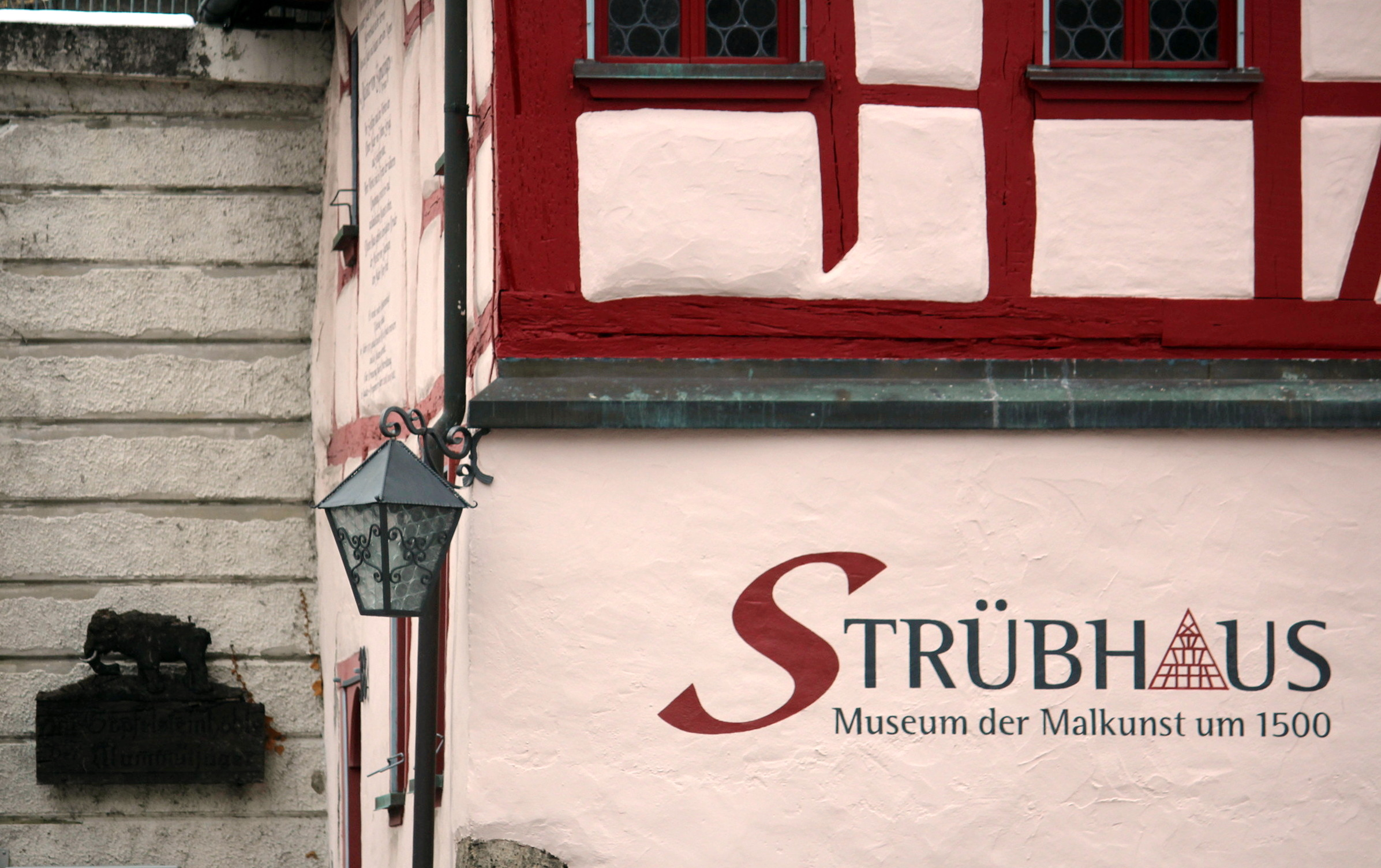
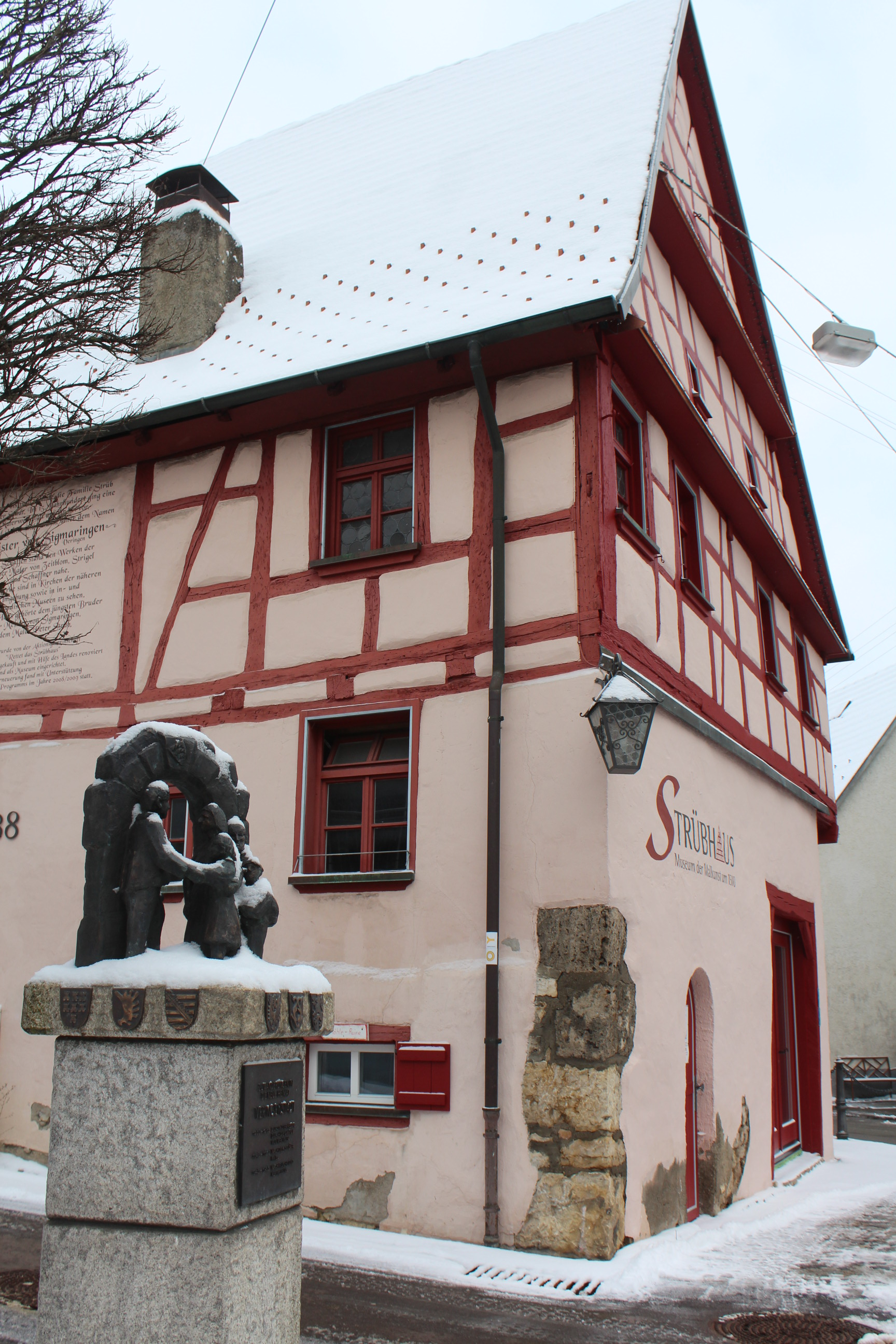
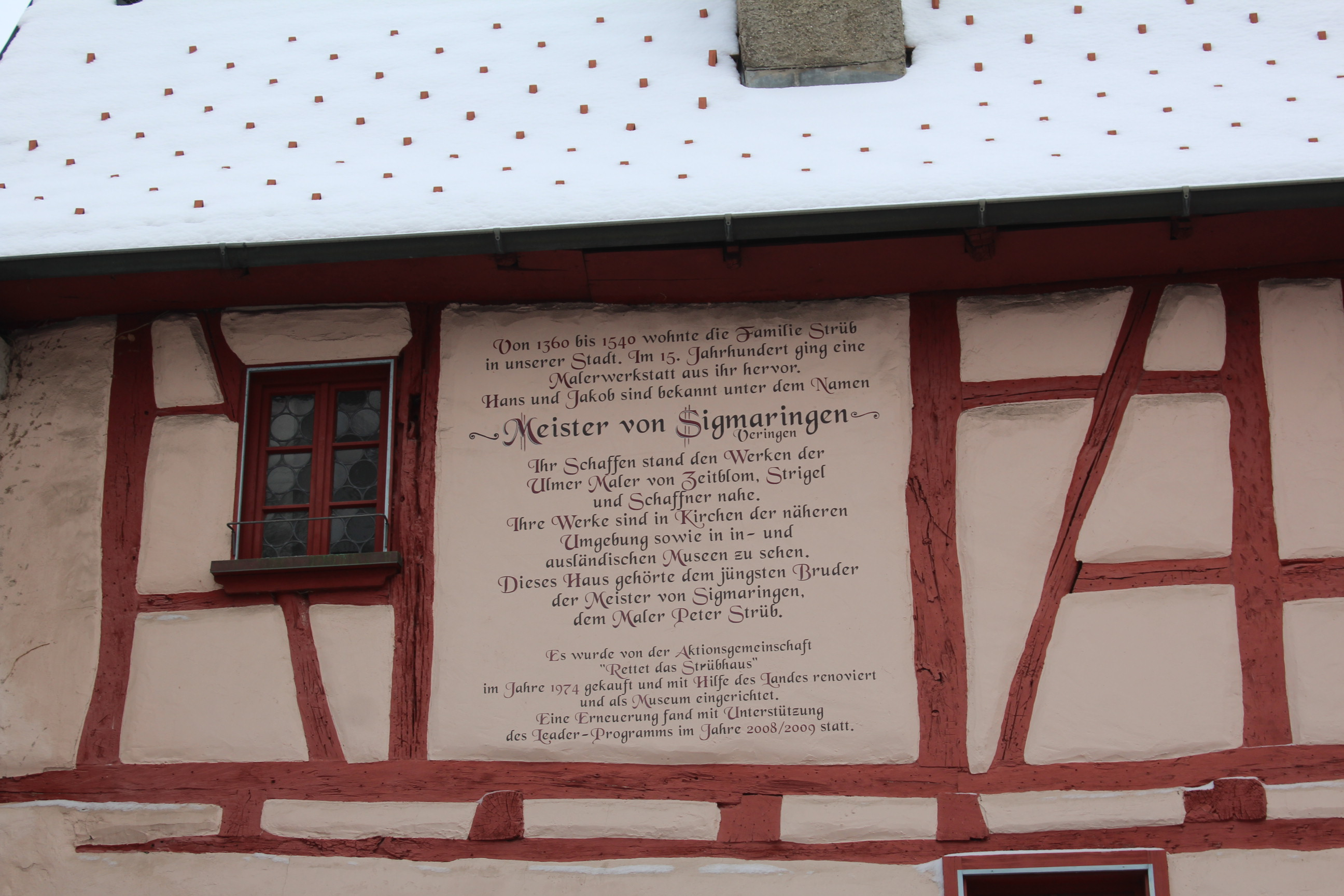
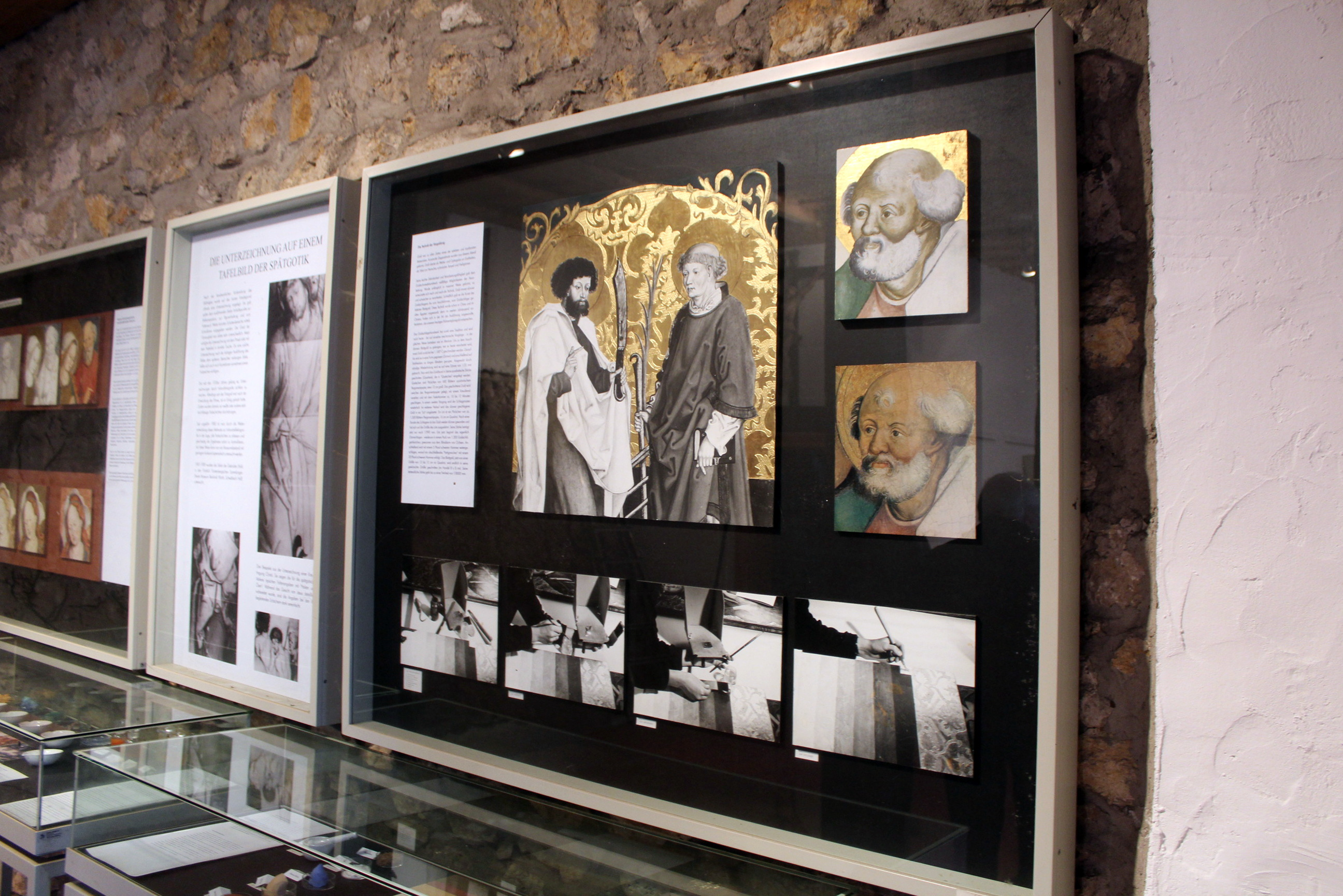
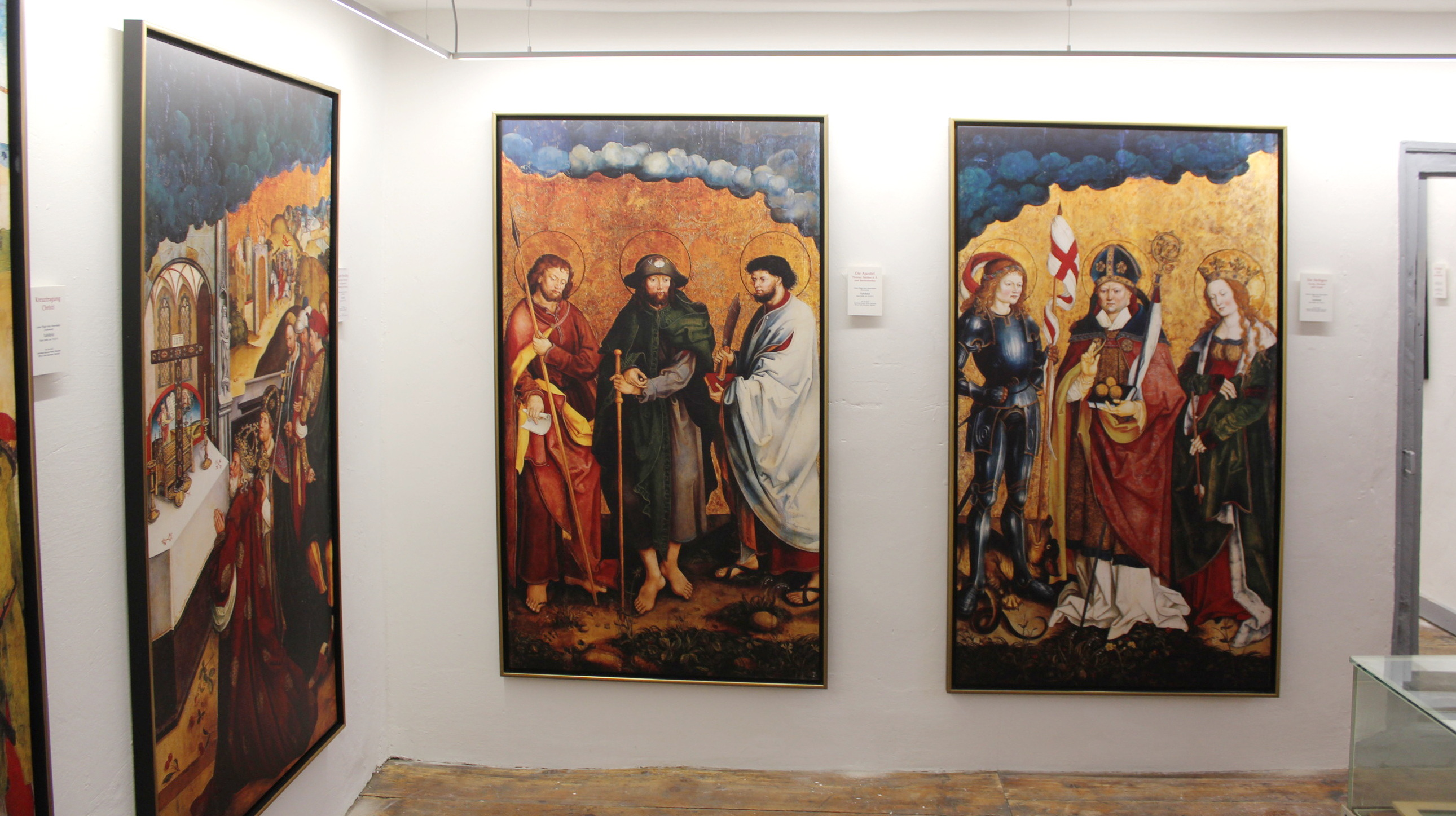
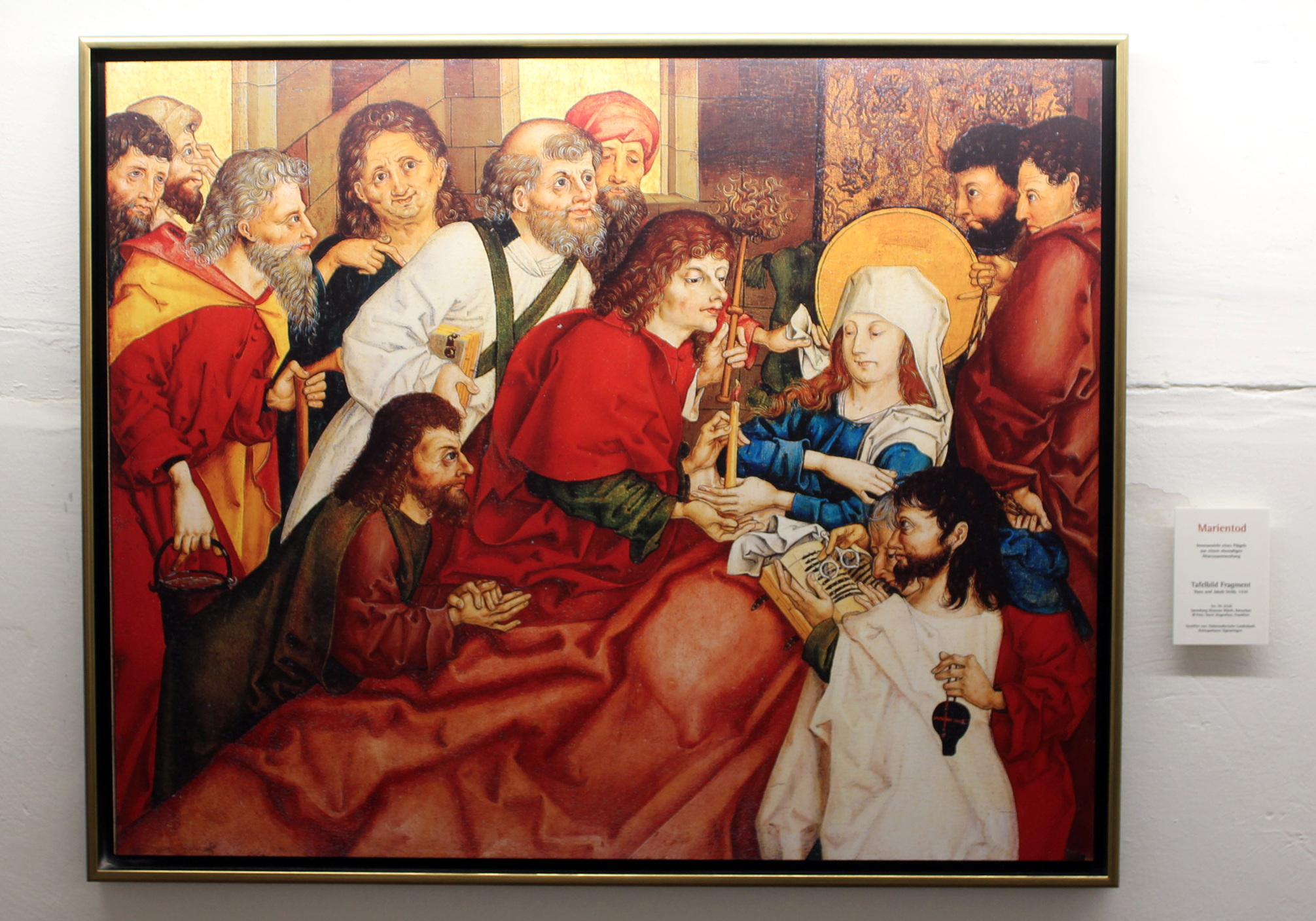
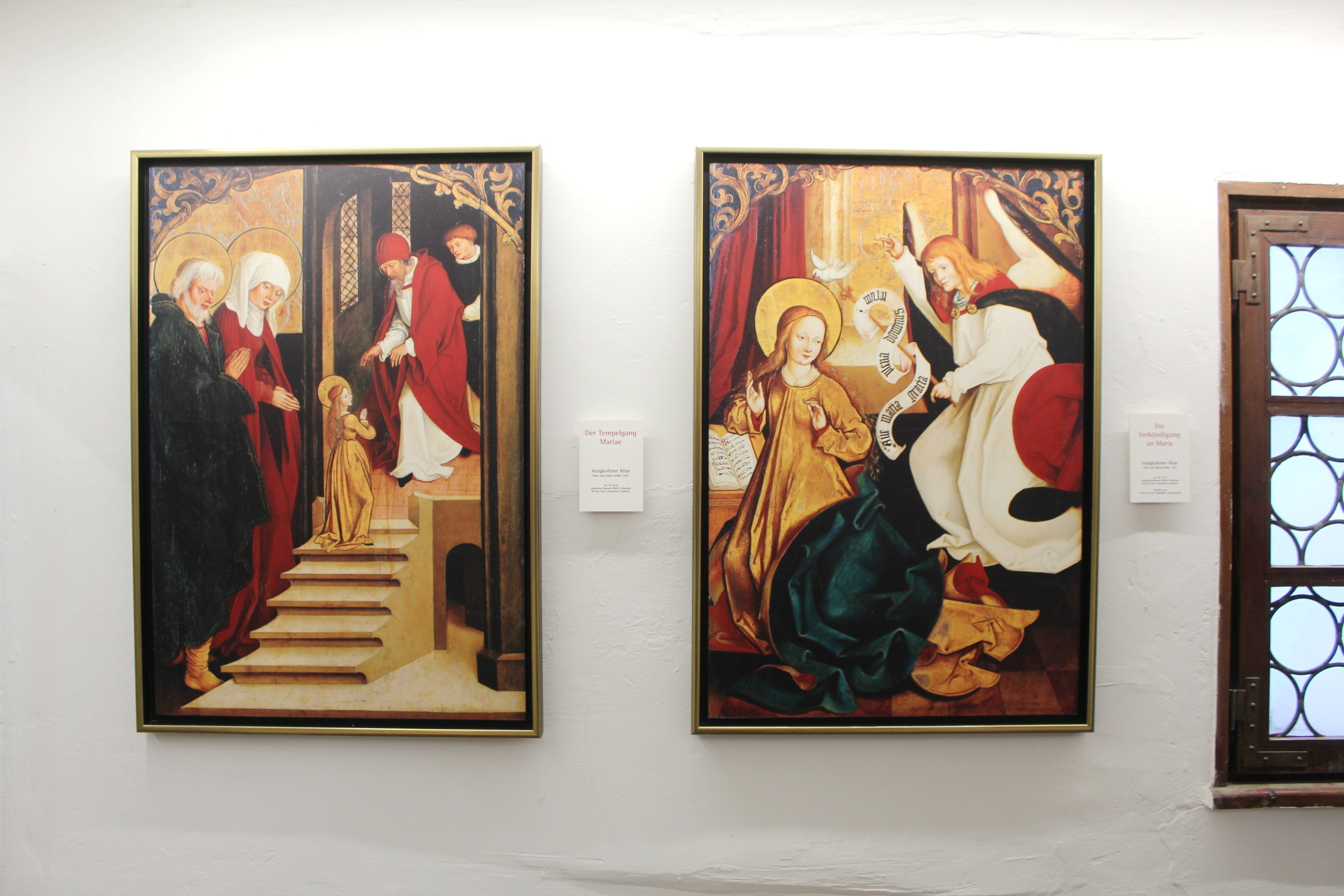

## Entwicklungsgeschichte und Aktivitäten der Fördergemeinschaft Strübhaus
| Jahr               | Aktivität |
| ------------------ | --- |
| vor 1970           | Die Witwe Franziska Hartmann bewohnte bis zu ihrem Tode das Haus am Fuße des Kirchbergs. Da ihr Mann Feldschütz in Veringenstadt war, wurde sie im Volksmund „Schützen-Frenze“ genannt und ihr Haus entsprechend „Schützenfrenzes Haus“. |
| vor 1971           | Frau Helene Rädle geb. Hartmann erbte das Haus ihrer Mutter. |
| 1971               | Um eine Engstelle im Straßenverkehr abzuschaffen beschloss die Gemeinde Veringenstadt (mit Zustimmung des Landkreises und des Regierungspräsidiums) das Haus zu kaufen und abzureißen. |
| April 1971         | Erste Gespräche von Bürgermeister a. D. Stefan Fink, Regionaldekan Franz Gluitz, Leitender Ministerialrat Erwin Zillenbiller zum Erhalt des Strübhauses mit Bürgermeister Harald Müller, der jedoch am Abrissbeschluss festhält. |
| 19. Mai 1971       | Bürgermeister a. D. Fink schreibt an den Vertrauensmann der Denkmalpflege in Hohenzollern Oskar Heck, Hechingen. |
| 22. Dez. 1971      | Schreiben von Erwin Zillenbiller an Regierungspräsident Willi Birn und Landrat Max Gögler, Sigmaringen. |
| 7. März 1972       | Landesdenkmalamt fertigt Gutachten für das Regierungspräsidium an. |
| April 1972         | Gegen die Abbruchabsichten des Gemeinderats formierte sich unter Leitung von Altbürgermeister Fink und Ministerialrat Zillenbiller die Bürgeraktion „Rettet das Strübhaus“. Gründung der Aktionsgemeinschaft „Rettet das Strübhaus“ durch Bürgermeister a. D. Stefan Fink (* 1908, † 2000); Freier Architekt Fridolin Gäßler (* 1918, † ), Regionaldekan Franz Gluitz; Stadträtin Maria Langenstein (* 1917, † 2014); Pfarrer i. R. Otto Kohler (* 1909, † 1984); Leitender Ministerialrat Erwin Zillenbiller. |
| 1973               | Kaufverhandlungen mit Helene Rädle. Die Aktionsgemeinschaft "Rettet das Strübhaus" wird Hauseigentümerin. |
| 29. März 1974      | Schreiben der Aktionsgemeinschaft an Regierungspräsident Hansjörg Mauser und Landrat Gögler. |
| 29. März 1974      | Schreiben der Aktionsgemeinschaft an Reg. Präsident Hansjörg Mauser und Landrat Max Gögler. |
| 2. April 1974      | Aufruf der Aktionsgemeinschaft an das Bürgermeisteramt und alle entsprechenden Behörden. |
| 11. September 1974 | Bürgermeister a. D. Fink führt Kaufverhandlungen mit der Besitzerin Helene Rädle. Die Aktionsgemeinschaft „Rettet das Strübhaus“ kommt der Gemeinde durch den Kauf zuvor und verhindert damit den bereits beschlossen Abbruch. |
| 25. September 1974 | Lokaltermin im Rathaus von Veringenstadt unter dem Vorsitz des Regierungspräsidiums mit Landesdenkmalamt, Landratsamt, Straßenbauverwaltung, Stadt Veringenstadt, Aktionsgemeinschaft „Rettet das Strübhaus“. |
| April 1975         | Gespräche mit Behörden zur Unterstützung der Außenrenovierung. Mit Mitteln der Dorferneuerung wird das Gebäude außen renoviert und das Fachwerk freigelegt. Um die Verkehrsverhältnisse zu verbessern, wurde lediglich eine Abschrägung der am weitesten in den Straßenraum vorspringenden Hausecke vorgenommen. |
| 18. November 1975  | Außenrenovierung ist abgeschlossen. |
| 1976 / 1977        | Strübhaus wird zum historischen städtebaulichen Akzent und wirkt initiativ für die folgende Dorfentwicklung. |
| 1977               | Fördergemeinschaft (im Werden) regt das 1. Stadtfest als „Richtfest“ der Ortsentwicklung an. |
| 1977               | Heimatgeschichtlicher Rundweg mit den 3 Stationen, Bohnerzgruben – Schwammriff – Frühgeschichtliche Siedlung wird eröffnet. |
| 1978               | Plankonzept für die Renovierung der „St. Gallusquelle“ mit mehr Natur und frühchristlicher Überlieferung. |
| 1978 / 1979        | Gespräche über die endgültige Zweckbestimmung und der Gründung einer Fördergemeinschaft als Träger der weiteren Baumaßnahmen und der Einrichtung. |
| 1979               | Errichtung eines Kalkofens aus dem 17. Jahrhundert am historischen Standort gemeinsam mit dem Schwäbischen Albverein. |
| 24. September 1979 | Gründungsversammlung der Fördergemeinschaft Strübhaus e. V. und Satzungsbeschluss für die Eintragung in das Vereinsregister. |
| 1980               | Anträge der Fördergemeinschaft zur Innenrenovierung des Strübhauses an das Ministerium für Wissenschaft, Forschung und Kunst Baden-Württemberg, Regierungspräsidium Tübingen, Landratsamt Sigmaringen und die Stadt Veringenstadt. Alle Stellen haben Hilfe zugesagt. |
| 1980 / 1981        | Innenausbau und Inneneinrichtung. Konzeption und Präsentation durch den Kulturwissenschaftler und Restaurator des Landesdenkmalamtes Tübingen, Hans Dieter Ingenhoff (1927–1994). |
| 1981               | Bildpatenschaften werden von Einwohnern übernommen. |
| 2. Juli 1982       | Feierliche Übergabe des Strübhauses an die Öffentlichkeit. |
| 1984               | Auszeichnung als „vorbildliches Museum“. In seiner Laudatio würdigte Gottfried Korff die Fördergemeinschaft als eine „Gemeinschaft, die sich durch höchste Lebendigkeit und intensive Bürgernähe kennzeichne. Man setze hier auf zukunftsweisende Objekte und beschränke sich nicht nur aufs Sammeln und Bewahren, sondern setze sich in lebendiger Weise mit Vergangenem und Gegenwärtigem auseinander.“ |
| 1985               | Stadtfest-Historienspiel „Marktgerechtigkeitsverleihung im Jahre 1285“. |
| 1987               | Anregung eines Iro-Schottischen Kreuzes für das kleine St. Gallus-Dorf Hermentingen mit Historienspiel „Hermentingen in den Jahrhunderten“. |
| 1992               | Veringer Forum und Stadtfest mit Ausstellung „Zuwanderungen“ |
| 1993               | Stadtfest-Historienspiel „Hexe von Veringen“ mit Ausstellung „Herimannus-Contractus“ in Veringendorf. |
| 1994               | Veringer Forum am 8. Juni 1994: „Hexenwahn. Stand der Forschung“ Mit Enthüllung und Würdigung der Symbolfigur der Bader-Ann von Monika Geiselhart (Reutlingen). Veringer Stadtfest am 2. Juli 1994: Eröffnung des Lehrpfades „Lebendige Lauchert Veringen“ mit Ausstellung und Lauchert-Kantate. Veringer Forum am 22. Oktober 1994: Der Uferpfad „Lebendige Lauchert Veringen“ als landesweites Modellbeispiel. |
| 1995               | Veringer Stadtfest am 2. Juli 1995: Vortragsveranstaltung „Badstuben im Mittelalter“ mit Ausstellung. Präsentation der Studie von Erwin Zillenbiller, „Kulturlandschaft Erbe und Auftrag. Entwicklungsphasen von der Natur- zur Kulturlandschaft. Auf den Spuren der Landschafts- und Siedlungsgeschichte - ein modellhafter Beitrag zur Heimatkunde und Landschaftsplanung“ mit Ausstellung (am 27. September 1995 in Sigmaringen; am 20. Oktober 1995 in Veringenstadt). |
| 1996               | Ausstellung und Veringer Forum mit den „erdgeschichtlichen Entwicklungsphasen von der Natur- zur Kulturlandschaft“. Veringer Forum und Veringer Stadtfest am 6./7. Juli 1996: „Fremde Heimat. Zuwanderung nach Südwestdeutschland vom 17. - 20. Jahrhundert“. Veringer Forum mit Vortragsreihe über Migrationsbewegungen an lokalen und regional in Geschichte und Gegenwart. Historienspiel „Andreas Frank - 20 Jahre Wandergeselle (1838 - 1853)“. 3-wöchige Ausstellung: „Namen und Baudenkmale sind Stadtgeschichte als Erbe und Auftrag“. |
| 1997               | Ausstellung „von der Natur- zur Kulturlandschaft Erbe und Auftrag“. |
| 1998               | Errichtung des Bildstocks St. Anna-Kapelle. |
| 1998               | Dachumbau Strübhaus. |
| 2000               | Stiftung der Hospitalfigur „Äbtissin Mechthilde“, Gräfin von Veringen mit Forum und Ausstellung. |
| 2002               | Stadtfest-Historienspiel „Sebastian Locher“ ein begnadeter Lehrer des 19. Jahrhunderts mit Ausstellung. |
| 2004               | Stadtfest: Eröffnung der „Zentralen Höhleninformation Mühlberghöhle“ mit Schauspiel. |
| 2005               | Erstellung der Bronzefigur „Erzgräber und Erzwäscher“ als Hinweis auf die Bedeutung der Bohnerzgewinnung nach der Bronzezeit (800 v. Chr.) bis zur Neuzeit 1870. |
| 2005               | Historienspiel „Trifolium, Patrick und Gallus“, ein Beitrag zur Sinnerfahrung christlicher Werte für das Abendland in ihren Anfängen und zur Würdigung der Kirchenpatrons St. Gallus Veringenstadt-Hermentingen. |
| 2006               | Historienspiel „Schützenordnung der Stadt Veringen 1480 Bürgerwehr“ als erste Schützenordnung Hohenzollerns, ein Beitrag zum Stadtfest. |
| 2007               | Historienspiel „8 Jahrhunderte formen den Platz der Mitte“, Einweihungsfeier der neugestalteten Ortsmitte Veringenstadt-Veringendorf. |
| 2007               | Historienspiel „Heilig Geist-Spital, Ort der Barmherzigkeit“ für das Jubiläumsjahr 100 Jahre Kindergarten und Krankenstation, 30 Jahre Stadtfest, 20 Jahre Gallus-Kreuz, 10 Jahre erster Impuls für Lebensräume St. Anna der Stiftung Liebenau. |
| 2007               | Erste Satzungsänderung der Fördergemeinschaft. Die bisherigen privaten Eigentümeranteile der Gründungsmitglieder am Strübhaus werden auf die Fördergemeinschaft übertragen. Aufgrund der vielfältigen Aktivitäten wird der Name wie folgt geändert: „Fördergemeinschaft für Kunst, Kultur und Geschichte Strübhaus Veringenstadt e. V.“ Spieler der Theatergruppe werden als Jungmitglieder aufgenommen. Der Vorstand wird auf 6 Mitglieder erweitert. Schatzmeister Karl Strigel und die Theaterregie mit Monika Lehmann und Manfred Fischer bilden zusammen mit der Architektin Agnes Moschkon und dem Stellvertreter Herbert Clus unter dem Vorsitzenden Zillenbiller den Vorstand. Bürgermeister Armin Christ ist von Amts wegen zu den Vorstandssitzungen geladen. |
| 2008               | Historienspiel „Urängste und Hoffnungen in Sagen und Erzählungen von Veringen“. |
| 2008               | Historienspiel „Malkunst um 1500“ zum Stadtfest. Ein festlicher Rahmen zur Neuentdeckung von 22 Werken bisher unbekannter Bestimmung, die jetzt als Forschungsergebnisse des Kunsthistorikers Bernd Konrad, Radolfzell, den Meistern von Sigmaringen-Veringen, Hans und Jakob Strüb, zugeschrieben werden konnten. |
| 2008               | Grundlegende Sanierung des Strübhauses im LEADER-Programm unter Verantwortung der Fördergemeinschaft und Trägerschaft der Stadt. |
| 2009               | Historienspiel „Der Neandertaler im Tal der Lauchert“ als Beitrag von Veringenstadt zum Schwerpunktthema „Vor- und Frühgeschichte“ des Kreiskulturforums e. V. des Landkreises Sigmaringen am originalen Ort. |
| 2009               | Neukonzeption der Ausstellung „Malkunst um 1500“ mit dem Schwerpunktthema „Hans und Jakob Strüb, die Meister von Sigmaringen-Veringen“ unter wissenschaftlicher Anleitung von Konrad und gestalterischer Leitung von Vorstandsmitglied Agnes Moschkon mit großartiger ehrenamtlicher Unterstützung von Mitgliedern der Fördergemeinschaft. |
| 2009               | Würdigung des Gründungsmitglieds Bürgermeister a. D. Stefan Fink zum 100. Geburtstag (gest. 2000) als Bürgermeister der ersten Stunde nach dem Zweiten Weltkrieg: er verstand es die Gemeindeentwicklung mit den hohen Werten historischen Kulturguts zu verbinden, um das Heimatbewusstsein zu stärken. Würdigung des Gründungsmitglieds Architekt B. d. A. Fridolin Gäßler zum 90. Geburtstag als zeichensetzender Gestalter von öffentlichen Gebäuden und Förderer von Kunst und Kultur. Die künstlerischen Aktivitäten der Fördergemeinschaft konnten nur mit seiner Hilfe gedeihen. Mit holzgeschnitzten Porträt-Tafeln werden beide Persönlichkeiten im Strübhaus geehrt.                                                                                         |
| 2010               | Historienspiel „Quo Vadis-Wohin gehst Du?“ über das Leben von verschiedenen Einwanderern und Gastarbeiterfamilien. Von den Neandertalern bis zur Aufnahme von Flüchtlingen nach dem Zweiten Weltkrieg, die in Veringenstadt eine neue Heimat fanden. Willi Rößler hielt einen Vortrag über Migration und Integration ausländischer Mitbürger in Veringenstadt. Ein weiteres Historienspiel „Pieta – als Fürsprecherin in Not“ wurde unter der Regie von Monika Lehmann und Karin Schubert aufgeführt. |
| 2011               | Hörspiel über die lithographischen Anstalt von Nikolaus Allgaier im 19. Jahrhundert. |
| 2012               | Landschaftsballade „Kulturlandschaft“. Ausstellung von Gemälden und Grafiken mit Motiven aus und um Veringenstadt. (gemeinsam mit dem kath. Bildungswerk). |
| 2013               | 40 Jahre Strübhaus mit dem Historienspiel „Rettet das Strübhaus“ (Flyer) |
| 2014               | Historienspiel „Veringen – Die neue Stadt“. |
| 2018               | Eröffnung des Grafensaales mit Historienspiel auf der Burg. |
| 2019               | Manfred Saible übernimmt den Vorsitz von Erwin Zillenbiller, der dieses Amt seit Vereinsgründung innehatte. |
| 2020               | Renovation der Außenfassade. |
| 2021 / 2022        | Neukonzeption und Neugestaltung der Strüb-Ausstellung durch den Kunsthistoriker Dr. Bernd Konrad. |